# قائمة مصطلحات هندسة الطيران والفضاء
تتضمن هذه القائمة مصطلحات هندسة الطيران والفضاء بشكل خاص، وتخصصاتها الفرعية، والمجالات ذات الصلة بما في ذلك الطيران والملاحة الجوية. للحصول على نظرة عامة وشاملة حول الهندسة، راجع قائمة مصطلحات الهندسة.

## أ
- الارتفاع عن مستوى سطح الأرض – في الطيران وعلوم الغلاف الجوي والبث، يُقصد بـ الارتفاع عن مستوى سطح الأرض (AGL[1]) الارتفاع الذي يُقاس بالنسبة إلى سطح الأرض، على عكس الارتفاع/العلو فوق متوسط مستوى سطح البحر (AMSL)، أو (في هندسة البث) الارتفاع فوق التضاريس المتوسطة (HAAT). بعبارة أخرى، تشير هذه التعبيرات (AGL، AMSL، HAAT) إلى مكان وجود "مستوى الصفر" أو "ارتفاع المرجع".
- الرطوبة المطلقة – تصف محتوى الماء في الهواء ويُعبر عنها إما بالجرامات لكل متر مكعب[2] أو بالجرامات لكل كيلوغرام.[3]
- القيمة المطلقة – في الرياضيات، القيمة المطلقة أو المودولوس (modulus) |x| لعدد حقيقي x هي القيمة غير السلبية لـ x دون النظر إلى إشارتها. بمعنى آخر، |x| = x لعدد موجب x، |x| = −x لعدد سالب x (في هذه الحالة تكون −x موجبة)، و|0| = 0. على سبيل المثال، القيمة المطلقة لـ 3 هي 3، والقيمة المطلقة لـ −3 هي أيضًا 3. يمكن اعتبار القيمة المطلقة لعدد ما بمثابة مسافته من الصفر.
- التسارع – في الفيزياء، التسارع هو معدل تغير سرعة جسم ما بالنسبة للزمن. تسارع الجسم هو النتيجة الصافية لأي وكل قوة تؤثر على الجسم، كما هو موصوف في قانون نيوتن الثاني.[4] الوحدة SI للتسارع هي متر لكل ثانية مربعة (م/ث−2). التسارعات هي كميات متجهة (لها مقدار واتجاه) وتضاف وفقًا لـ قانون متوازي الأضلاع.[5][6] كمتجه، فإن القوة المحسوبة تساوي حاصل ضرب كتلة الجسم (كمية عددية) وتسارعه.
- التقاط الإشارة – في رحلات الفضاء والاتصالات عبر الأقمار الصناعية، المرور هو الفترة التي يكون فيها القمر الصناعي أو أي مركبة فضائية فوق الأفق المحلي ومتاحًا لـلاتصالات الراديوية بمحطة أرضية معينة أو جهاز استقبال الأقمار الصناعية أو قمر صناعي وسيط (أو، في بعض الحالات، للرؤية البصرية). بداية المرور تُسمى التقاط الإشارة؛ نهاية المرور تُسمى فقدان الإشارة.[7] النقطة التي تقترب فيها المركبة الفضائية من المراقب الأرضي تُسمى وقت الاقتراب الأقرب.[7]
- الفعل أو الشغل – في الفيزياء، هو خاصية من خصائص ديناميات النظام الفيزيائي يمكن بواسطتها اشتقاق معادلات حركة النظام. فهو وظيفة رياضية تأخذ مسار (المعروف أيضًا بالتاريخ) النظام كوسيط ولها رقم حقيقي كنتيجة. عمومًا، تختلف قيمة بختلاف المسارات.[8] للشغل أبعاد لكل من [الطاقة] ⋅ [الزمن] أو [الزخم] ⋅ [الطول]. وحدته في النظام الدولي هي جول-ثانية.
- ADF – الباحث عن الاتجاه التلقائي (Automatic direction finder)
- نظام الرؤية الفضائية المتقدم – نظام الرؤية الفضائية المتقدم (المعروف أيضًا بنظام الرؤية الفضائية أو اختصارًا SVS) هو نظام رؤية حاسوبية مصمم بشكل أساسي لتجميع محطة الفضاء الدولية (ISS).[9] يستخدم النظام كاميرات ثنائية الأبعاد عادية في حجرة مكوك الفضاء، على كانادارم، أو على محطة الفضاء الدولية جنبًا إلى جنب مع أهداف تعاونية لحساب الموقع ثلاثي الأبعاد لجسم ما.[9]
- الصوتيات الهوائية – هي فرع من الصوتيات التي تدرس توليد الضوضاء عبر إما حركة السوائل المضطربة أو قوى ديناميكية هوائية تتفاعل مع الأسطح. يمكن أيضًا ربط توليد الضوضاء بتدفقات متغيرة دوريًا. مثال بارز على هذه الظاهرة هو النغمات الأيولية الناتجة عن الرياح التي تهب فوق أجسام ثابتة.
- الكبح الهوائي – هو مناورة في رحلات الفضاء تقلل من النقطة العالية لمدار إهليلجي (القَبَا apoapsis) من خلال مرور المركبة عبر الغلاف الجوي عند النقطة المنخفضة من المدار (القَبَا periapsis). يؤدي السحب الناتج إلى إبطاء مركبة فضائية. يُستخدم الكبح الهوائي عندما تتطلب المركبة الفضائية مدارًا منخفضًا بعد وصولها إلى جسم له غلاف جوي، ويتطلب وقودًا أقل مقارنةً باستخدام مباشر لـمحرك صاروخي.